# 棉豆

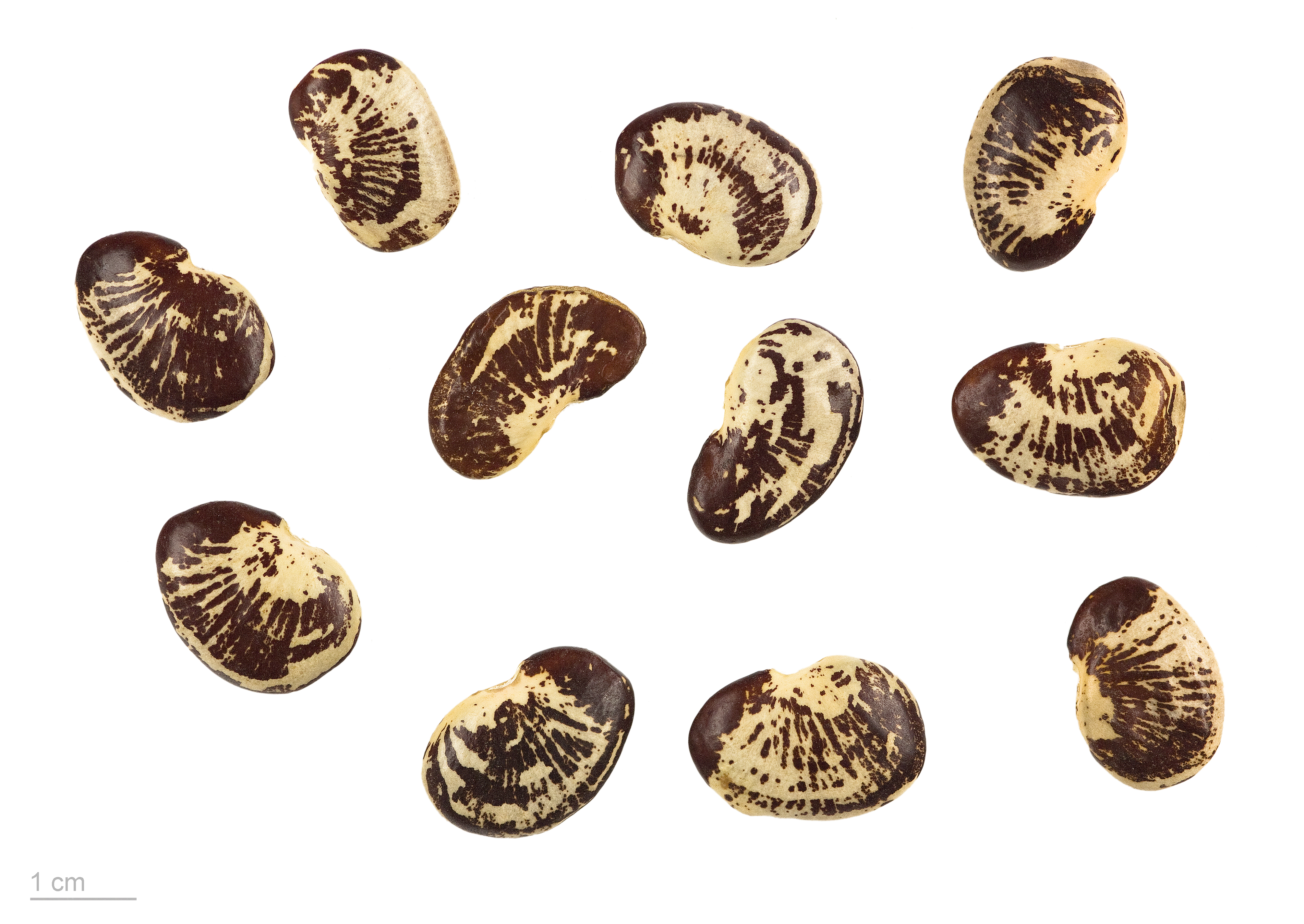
Phaseolus lunatus

棉豆（学名：Phaseolus lunatus）为豆科菜豆屬下的一个种，起源安地斯山脈和中美洲，「小種子」形態分佈從墨西哥到阿根廷，普遍低於海拔1600米，而「大種子」的野生形態，發現分佈於秘魯北部海拔320到2030米地區。別名利馬豆（Lima bean）、黃帝豆、小萊豆、觀音豆、白扁豆、雪豆、棉豆、大粒萊豆、大萊豆、細綿豆、荷包豆、金甲豆、五色豆、娥眉豆、生扁豆、炒扁豆、帛豆、香豆、萊豆。

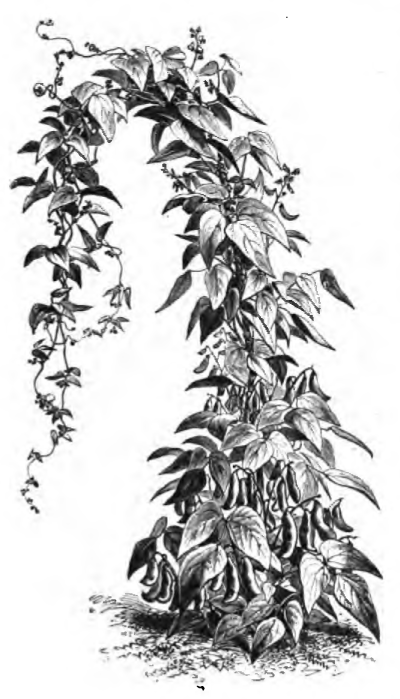
溫帶氣候蔬菜(1883年書本)
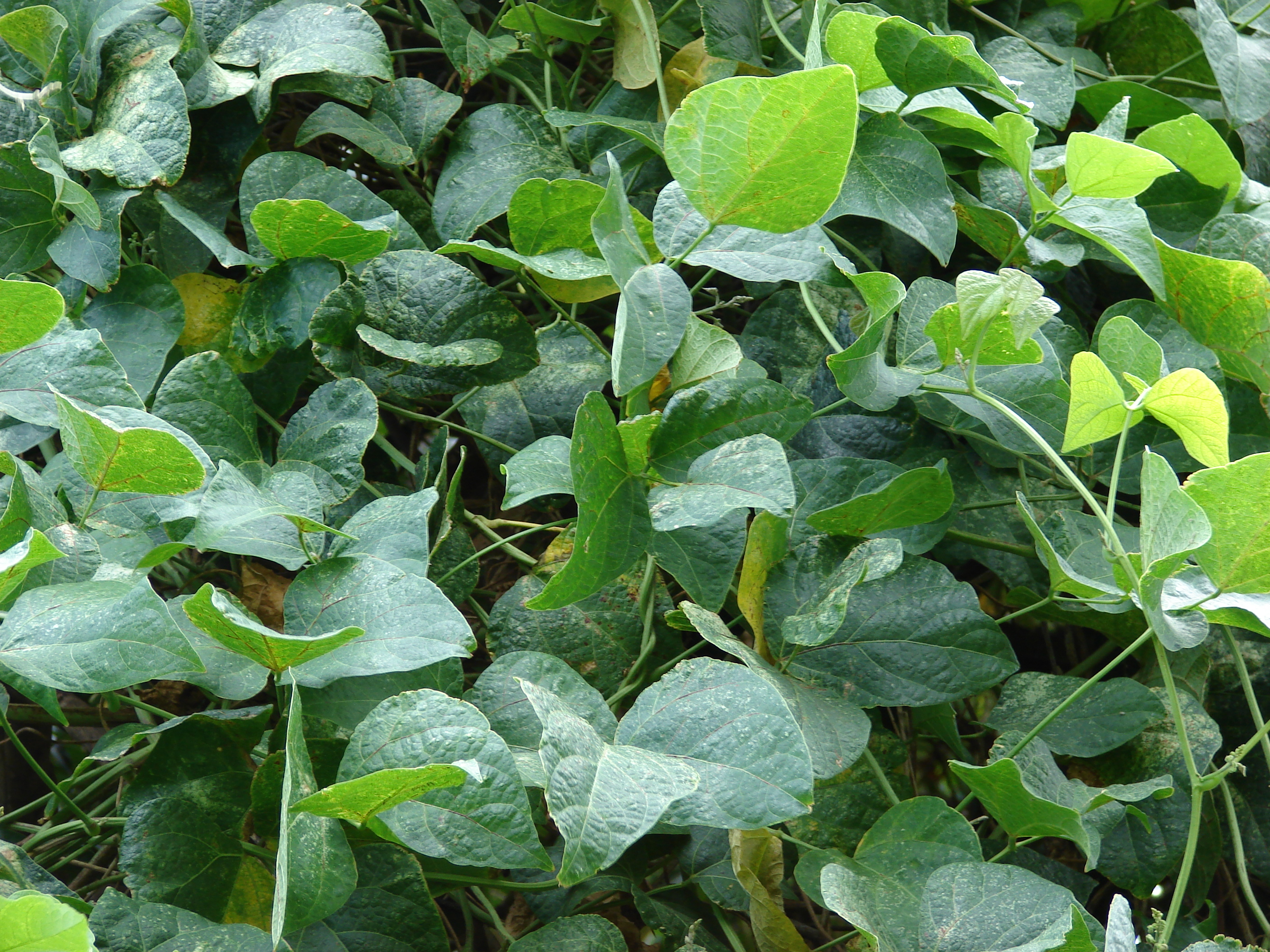
葉
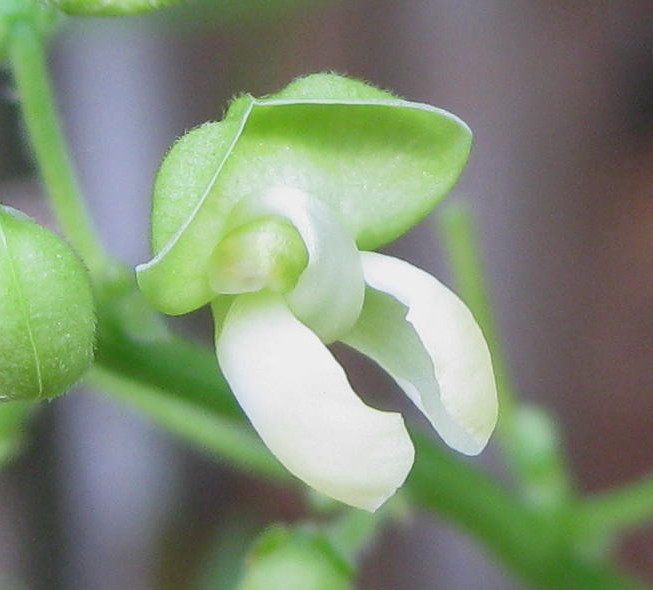
花
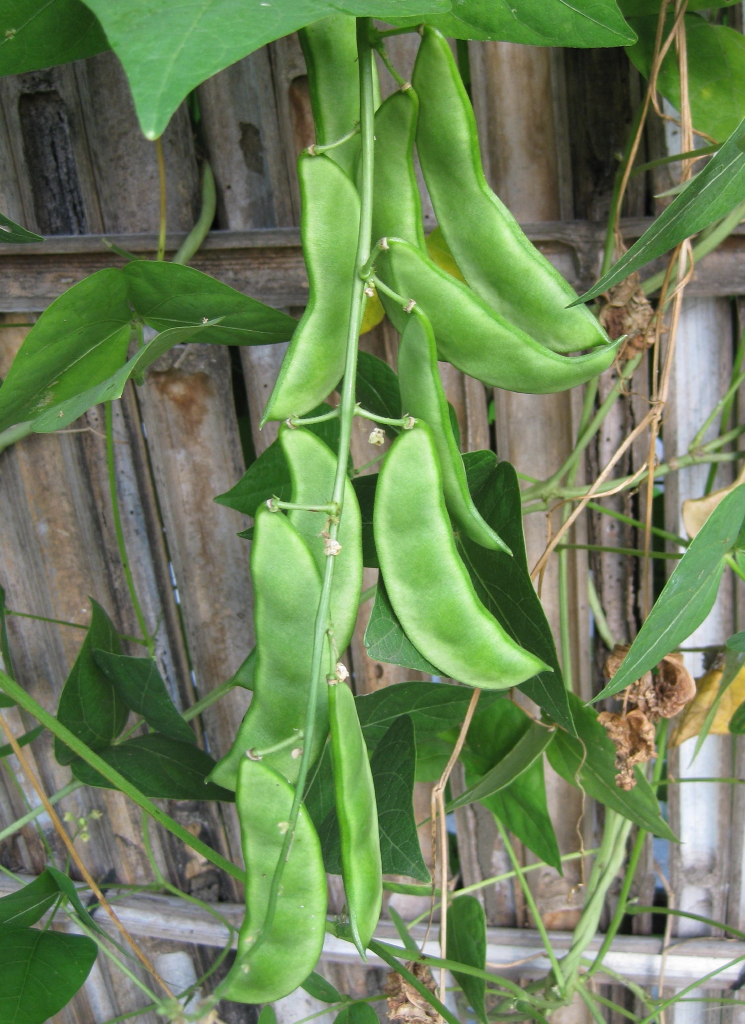
果
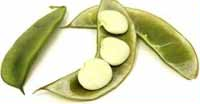
豆
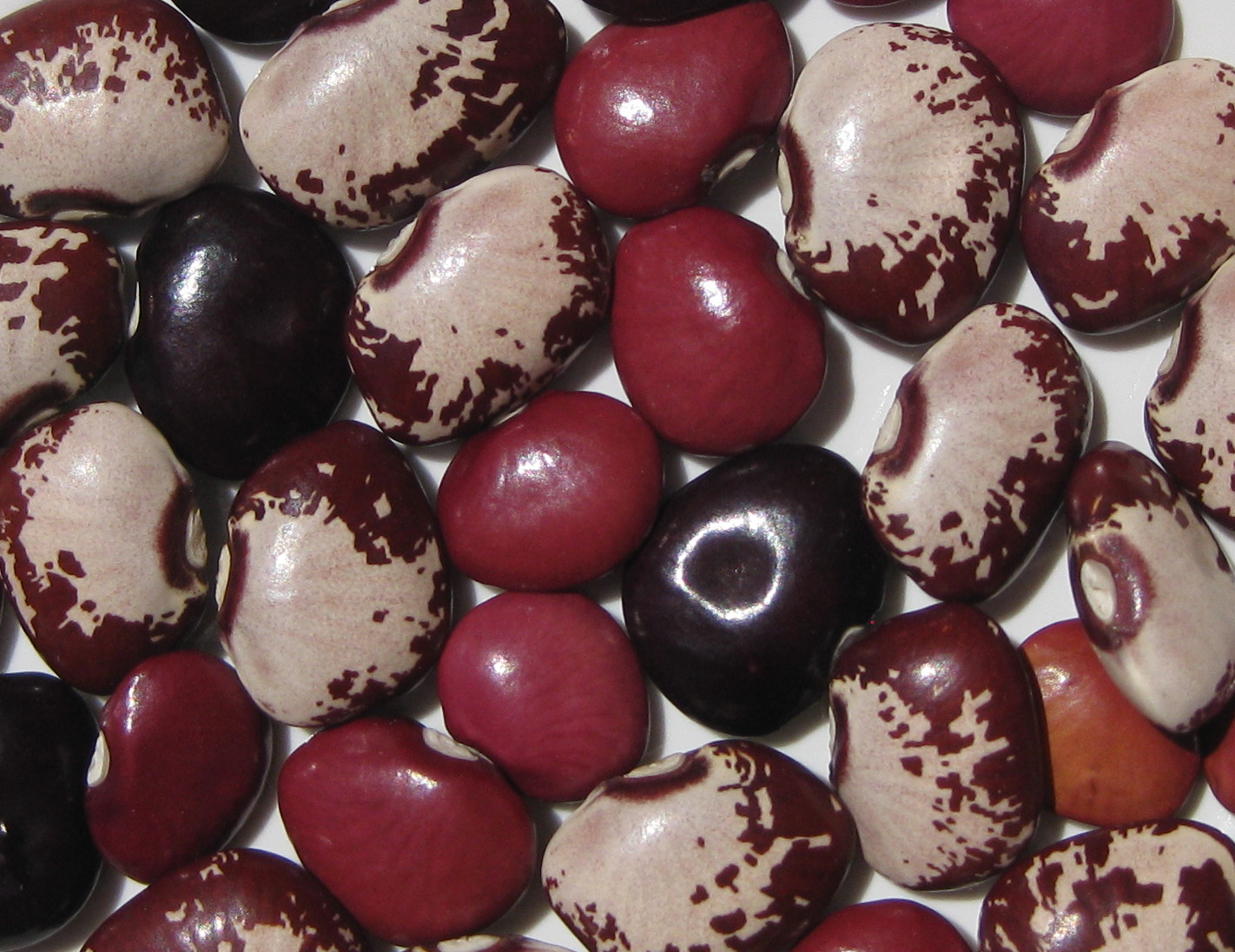
成熟豆

## 毒性
棉豆含有有毒的凝聚素——植物凝聚素，因此需要烹飪至完全熟透才能食用。

## 外部連結
- 扁豆 （页面存档备份，存于） 藥用植物圖像數據庫 (香港浸會大學中醫藥學院) （中文）（英文）
- 白扁豆 中藥材圖像數據庫  (香港浸會大學中醫藥學院) （中文）（英文）

## 扩展阅读
- 維基物種上的相關：棉豆